# Neodrassex ibirapuita
Neodrassex ibirapuita Ott, 2013 è un ragno appartenente alla famiglia Gnaphosidae.

## Etimologia
Il nome della specie deriva dalla località tipo di rinvenimento degli esemplari: Área de Proteção Ambiental do Rio Ibirapuitã, nello stato del Rio Grande do Sul.

## Caratteristiche
L'olotipo femminile rinvenuto ha lunghezza totale è di 3,08mm; la lunghezza del cefalotorace è di 0,99mm; e la larghezza è di 0,60mm.

## Distribuzione
La specie è stata reperita in Brasile: l'olotipo femminile è stato reperito nei pressi dell'Área de Proteção Ambiental do Rio Ibirapuitã, nel territorio comunale di Sant'Ana do Livramento, nello stato del Rio Grande do Sul.

## Tassonomia
Al 2015 non sono note sottospecie e dal 2013 non sono stati esaminati nuovi esemplari.